# Гургенидзе, Владимир Ираклиевич
Влади́мир Ира́клиевич (Ла́до) Гургени́дзе (груз. ვლადიმერ ირაკლის ძე [ლადო] გურგენიძე; Влади́мер [Ла́до] Гургени́дзе; род. 17 декабря 1970, Тбилиси) — государственный деятель Грузии, премьер-министр в 2007—2008 годах.

## Биография
Учился в Тбилисском государственном университете, в 1990 году продолжил образование в США, в Middlebury College. Имеет учёную степень магистра делового администрирования (MBA) школы бизнеса при университете Эмори.
Был сотрудником отделения голландского банка MeesPierson. С 1997 года работал в Лондоне, до 1998 года являлся директором ABN AMRO Corporate Finance по России и СНГ. В 1998—2002 годах — глава департамента по слияниям и поглощениям на развивающихся европейских рынках, а затем менеджер-директор ABN AMRO Corporate Finance. С июля 2003 года — менеджер-директор и региональный менеджер по Европе в банке Putnam Lovell NBF, дочерней организации National Bank of Canada.
С октября 2004 года — генеральный директор коммерческого Bank of Georgia («Сакартвелос банки»). Затем — председатель наблюдательного совета Bank of Georgia, председатель наблюдательных советов компаний Galt&Taggart Sесurities и Galt&Taggart Capital, член наблюдательного совета Грузинской фондовой биржи.
16 ноября 2007 года президент Грузии внёс его кандидатуру на пост премьер-министра. По словам Михаила Саакашвили,
это самый успешный грузинский бизнесмен, один из самых современных грузинских бизнесменов, который получил западное образование, имеет опыт работы в Англии и США, который смог оживить абсолютно мёртвый грузинский банковский сектор, создать успешную финансовую структуру, первым вынести акции грузинского банка на Лондонскую фондовую биржу.
22 ноября 2007 года утверждён парламентом Грузии на посту премьер-министра. Пробыв на этом посту менее года, 27 октября 2008 года Гургенидзе подал в отставку, которая в тот же день была принята президентом Грузии Михаилом Саакашвили.
Имеет гражданство Грузии и Великобритании. Женат, имеет троих детей.